# Министър на енергетиката и горивата на България
Министърът на енергетиката и горивата (МЕГ) е член на правителството, т.е. на изпълнителната власт (кабинета) и ръководи и координира енергетиката и въглищната промишленост. Избиран е от парламента или се назначава от държавния глава на Народна република България.

## Министри
Списъкът на министрите на енергетиката и горивата е подреден по ред на правителство.
| правителство | име              | дати                     | партия | партия |
| ------------ | ---------------- | ------------------------ | ------ | ------ |
| 71           | Константин Попов | 30 юни 1966 – 9 юли 1971 | БКП    |        |